# Szervátiusz István
Szervátiusz István (Kolozsvár, 1960. július 21. –) szobrászművész.

## Élete
Erdélyi származású szobrászművész, Szervátiusz Tibor (1930–2018) Kossuth-díjas művész fia. 1977-től Magyarországon él. Az Óbudai Árpád Gimnáziumban érettségizett. Szervátiusz Jenő és Szervátiusz Tibor műtermében nőtt fel. Farestaurátori foglalkozása mellett alakította ki saját szobrászstílusát, első kiállítása 1997-ben a New York-i Magyar Konzulátuson volt látható. 1997 óta számos helyen mutatta be felmenőihez hasonló szimbolikájú, azonban kortárs köntösbe bújtatott műveit. 2000-től Kercaszomoron él, az Őrségben. Házas, 3 gyermek édesapja.

## Ars poetica
Formák, színek szimbólumok. Megpróbálom őket összekapcsolni, szervesen illeszteni, hogy a szobor szolgálatába állítsam őket.
Tűz, víz, fém, fa, föld. Az öt elem egyensúlya.
Egyetlen szobrom sem csak színek, formák öncélú játéka. Üzenetet, esszenciális mondanivalót próbálok rejteni mindegyikbe, melyet az ősi tudások ismerője vissza tud olvasni.
E nyelvezetben tanítómesterem a népművészet, a keleti szimbólumrendszer, forma és színvilág, a filozófia és a letisztult nyugalom, melyre minden világnak oly nagy szüksége van.”
Herakleitosz azt mondta: minden egy. Hen panta einai. Ez így szép, de a gyakorlatban kell ezt megtapasztalni. Akkor érvényes a tudás. Tűz, víz, föld, fém, fa. Tüzet használok a kovácsoláshoz, tűzben égetem ki a kerámiákat. Vízben edzem az acélt. Az agyag vízzel keverve lesz formálható. Az agyag föld. Földdel pakolom fel azokat a pengéket, melyeket szelektív módon edzek meg. Kőböl öntöm a Turáni Kincseket.
Látszólag ellentmondó “szakmák”, de ilyen nincs. Kézügyesség sincs ami öröklődik, megtanulható. Az agynak, az elmének van ügyessége amivel a kezet rákényszeríti a kép, amit belül látunk megformálására. Ettől kezdve tényleg minden egy. Megértem a feladatot, és a kezem végrehajtja az utasításokat.

## Magyarországi és külföldi kiállításainak listája
- 1997. Magyar Konzulátus, New York
- 1998. Bank Center, Budapest
- 1998. Csók István Galéria, Budapest
- 1998. Hattyúház – csoportos, Budapest
- 1999. Operaház Vörös Szalon, Budapest
- 1999. Virágzás Napjai , Őriszentpéter – Teleház
- 2000. Németvölgyi Galéria Budapest
- 2000. Cifra Palota – Híd csoportos kiállítás, Kecskemét
- 2001. Stephanus Rex Galéria, Szombathely
- 2001. Secco Galéria – csoportos, Budapest
- 2001. Művelődési Ház , Őriszentpéter
- 2001. Magtár templom – Színház, Szentgotthárd
- 2002. Hétrétország, szerek és porták fesztiválja – Nyitott műterem
- 2004. Kortárs magyar művészeti kiállítás, Washington
- 2005. Batthyányiak a humanizmus jegyében, Körmend, szobrász sympozium;
- 2006. Hétrétország, szerek és porták fesztiválja – Nyitott műterem , Kercaszomor
- 2007. Csorna, Martincsevics Károly Városi Könyvtár Galériája
- 2008. Őriszentpéter, Őrségi Forgatag csoportos kiállítás
- 2008. Hétrétország, szerek és porták fesztiválja – Nyitott műterem
- 2009. Körmend, Kölcsey Gimnázium Galériája
- 2009. Vasvár, Nagy Gáspár Művelődési Központ
- 2010. Hétrétország, szerek és porták fesztiválja – Nyitott műterem; Kercaszomor
- 2011. Lendva, Bánffy Galéria, Lendvai Magyar Nemzetiségi Művelődési Intézet
- 2013. Kolozsvár, csoportos
- 2014. Százhalombatta, Takács Galéria
- 2015. Magtár templom – Színház, Szentgotthárd – Szentgotthárdi Történelmi Napok
- 2016. Mezőtúr, Városi Galéria (Zsinagóga)

## Köztéri szobrai
Budapesten, Pórszombaton, Kercaszomoron láthatóak.